# Myoxanthus affinis
Myoxanthus affinis är en orkidéart som först beskrevs av John Lindley, och fick sitt nu gällande namn av Carlyle August Luer. Myoxanthus affinis ingår i släktet Myoxanthus och familjen orkidéer. Inga underarter finns listade i Catalogue of Life.